# Hotel Vancouver
El Fairmont Hotel Vancouver, anteriormente y aún informalmente llamado Hotel Vancouver, es un hotel histórico en Vancouver, Columbia Británica. Situado a lo largo de la calle West Georgia, se encuentra en el distrito financiero de la ciudad, en el centro de Vancouver. Fue diseñado por dos arquitectos, John Smith Archibald y John Schofield. Actualmente lo gestiona Fairmont Hotels and Resorts.
Inaugurado en mayo de 1939, el edificio de estilo château es uno de los grandes hoteles ferroviarios de Canadá. El edificio mide 112 m y tiene 17 pisos. Fue el edificio más alto de Vancouver hasta la finalización de TD Tower en 1972.

## Ubicación
El hotel Vancouver se encuentra en 900 West Georgia Street, dentro del distrito financiero del centro de Vancouver. Está delimitado por la calle Burrard al noroeste, la calle West Georgia al noreste y la calle Hornby al sureste. Al suroeste limitada con el 750 Burrard Street y otro edificio.
Está ubicado cerca de varias atracciones en el centro de Vancouver, directamente al noroeste de la Galería de Arte de Vancouver, así como de Robson Square. Al norte se encuentra la Catedral Christ Church, la iglesia más antigua de la ciudad. También está situado cerca de dos estaciones de tránsito rápido SkyTrain, Burrard y Vancouver City Centre.

## Diseño

### Arquitectura

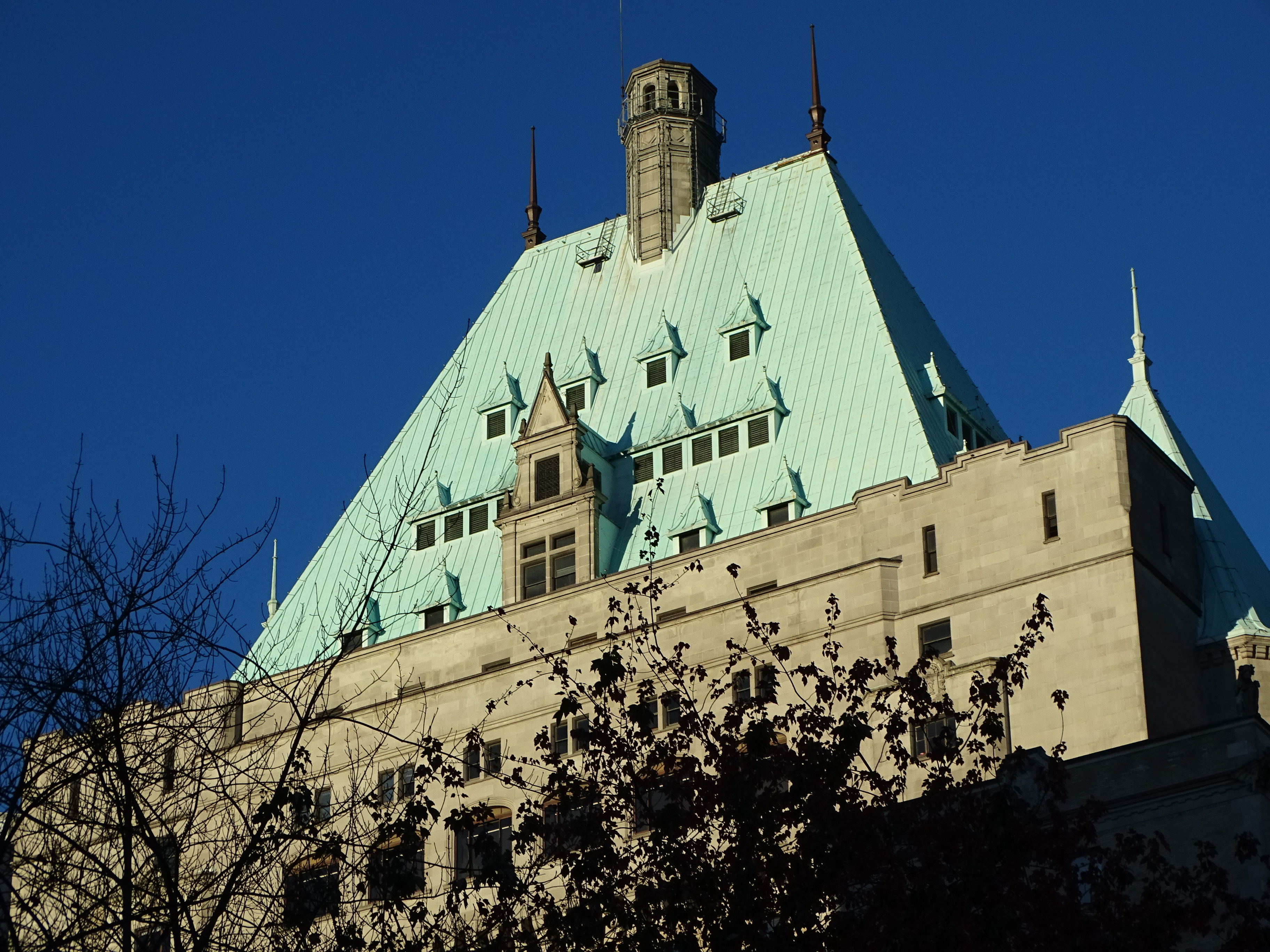
El Hotel Vancouver, de estilo château, cuenta con un techo inclinado de cobre con buhardillas.

El Hotel Vancouver es uno de los grandes hoteles ferroviarios de Canadá, inicialmente construido por Canadian National Railway. Fue diseñado por los arquitectos canadienses John Smith Archibald y John Schofield. La construcción comenzó en 1929, pero solo se finalizó hasta 1939 debido a la Gran Depresión. Esta requirió una inversión conjunta en la propiedad de Canadian Pacific Hotels, una división de Canadian Pacific Railway.
El hotel formaba parte de una serie de grandes hoteles ferroviarios de estilo château construidos en todo Canadá a finales del siglo XIX y principios del XX. Sus rasgos estilísticos incluyen su prominente techo inclinado de cobre con buhardillas y mampostería tallada con Steel Framing. Al igual que los otros grandes hoteles ferroviarios, incorpora elementos de los castillos que se encuentran en el Valle del Loira en Francia. El Hotel Vancouver también incorpora detalles neorrenacentistas, gárgolas y esculturas en relieve. En 1939, varios artistas recibieron el encargo de completar el trabajo decorativo del edificio, entre ellos Olea Marion Davis, Charles Marega, Beatrice Lennie, Valentine Shabief y Lilias Farley.
El hotel Vancouver mide 112 m y contiene 17 pisos compuestos por habitaciones y otras comodidades. Tras su finalización en 1939, se convirtió en el edificio más alto de Vancouver hasta la finalización de la TD Tower en 1972.

### Instalaciones

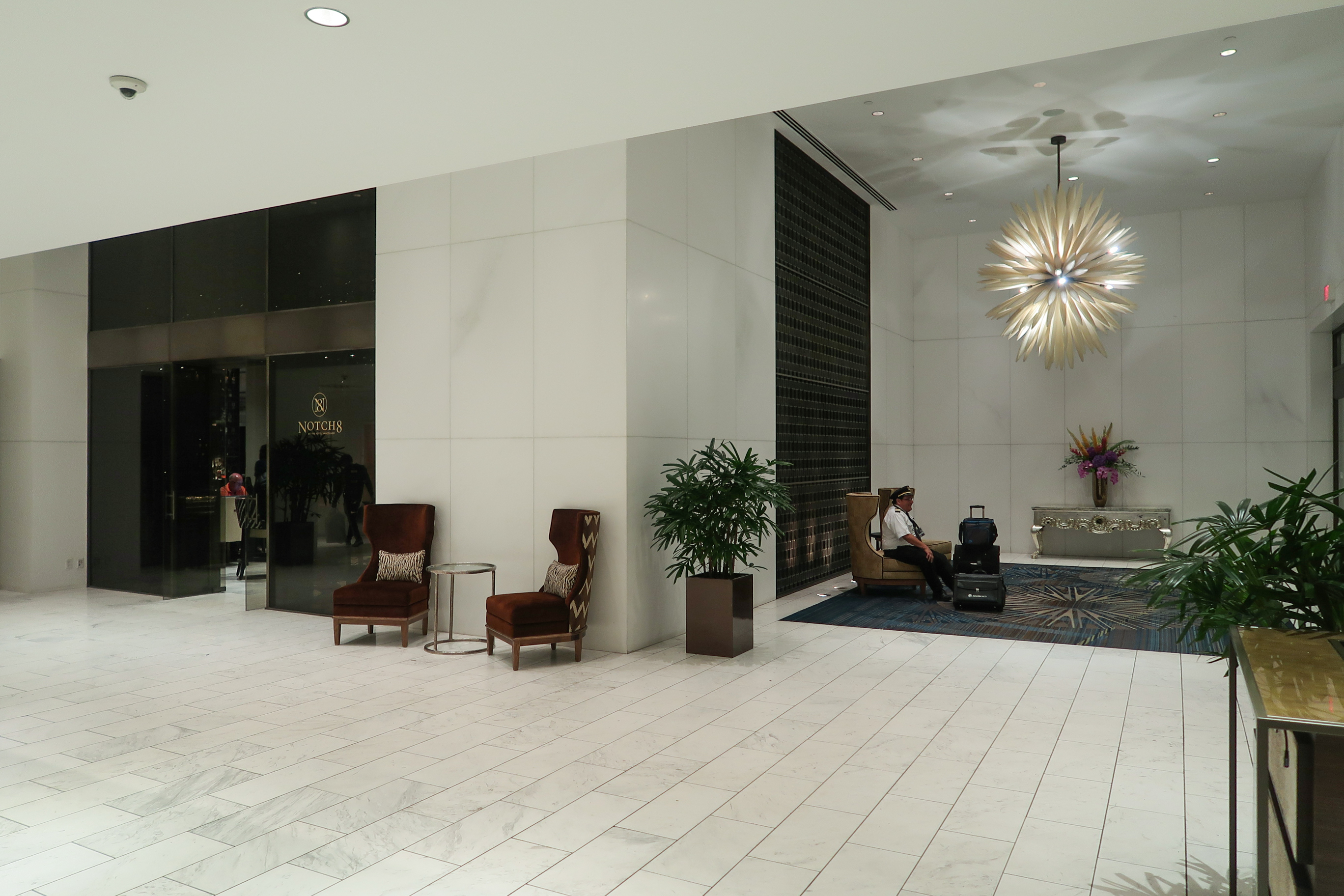
El vestíbulo principal del hotel, con la entrada al restaurante del hotel, Notch8 Restaurant + Bar, a la izquierda.

El Fairmont Hotel Vancouver incluye 557 habitaciones y suites repartidas por todo el hotel. Estas incluyen la suite del teniente gobernador y la suite real. La primera fue diseñada en estilo art déco y presenta paredes con paneles de chapa de nogal negro.
En 2018, se anunció la finalización del proyecto de renovación de cuatro años, que vio un vestíbulo principal rediseñado y habitaciones para huéspedes. El proyecto también restauró el piso 14 a su decoración original de 1939. Los elementos restaurados en el piso 14 incluyen puertas de madera de liebre inglesa con placas de bronce, puertas de pasillo de bronce, paredes con paneles de sapeli con tiras de bronce en el vestíbulo del ascensor.
Además de los hospedajes, alberga varios servicios de alimentación, así como un restaurante, Notch8 Restaurant + Bar. El restaurante también alberga el servicio de la hora del té. Otras instalaciones incluyen gimnasio, piscina y spa.

## Historia
Los planes para desarrollar un hotel ferroviario en el sitio actual del Hotel Vancouver surgieron por primera vez en la década de 1920, de Canadian Northern Railway. En diciembre de 1928 se inició el trabajo en el actual Hotel Vancouver para Canadian National Railway. Canadian National Railway construyó tras un acuerdo de tierras entre la ciudad y Canadian Northern Railway (una compañía que luego fue adquirida por Canadian National Railway). El acuerdo de tierras requería que la ciudad preparara llanuras de marea en False Creek para la construcción de patios ferroviarios y la Estación Central del Pacífico. A cambio, la empresa garantizó la construcción de un gran hotel en el centro y convirtió a la ciudad en el término occidental de su red ferroviaria.
Sin embargo, poco después de la construcción de la estructura de acero, las obras se detuvieron debido a la Gran Depresión. El trabajo se reanudó en 1937, y en 1938 Canadian National Railway se asoció con Canadian Pacific Railway para completarlo. La obra se finalizó a tiempo para la gira real de 1939 del rey Jorge VI y la reina Isabel por Canadá. Fue el tercer hotel de la ciudad en utilizar el nombre "Hotel Vancouver". El primer y segundo Hotel Vancouver estaban al sureste del actual, en la calle West Georgia. En un esfuerzo por evitar la competencia, Canadian Pacific Railway cerró sus operaciones hoteleras en el segundo Hotel Vancouver una vez que abrió el nuevo.  El segundo edificio del Hotel Vancouver fue demolido en 1949, después de que Canadian Pacific vendiera la propiedad a la tienda por departamentos Eaton's en diciembre de 1948. 
Durante mediados del siglo XX, las estaciones de radio de CBC/Radio-Canada se ubicaron dentro del Hotel Vancouver. El 1 de mayo de 1940, Dal Richards comenzó su carrera tocando en una banda de 11 integrantes y una desconocida Juliette de 13 años en el Panorama Roof Ballroom, un espacio para eventos en el Hotel Vancouver. Richard se convirtió en un intérprete habitual de The Roof, un programa de radio de CBC transmitido desde el hotel.
En 1962, Canadian National Hotels, una división de Canadian National Railway, adquirió la participación de Canadian Pacific Hotels en la propiedad, obteniendo la propiedad total. El 1 de enero de 1964, Hilton Hotels International asumió la administración para CN, aunque nunca fue calificado como Hilton. CN Hotels reanudó la administración el 1 de enero de 1984, después de que finalizara el contrato de administración con Hilton. En 1988, Canadian National Hotels vendió sus nueve propiedades restantes, incluido el Hotel Vancouver, a Canadian Pacific Hotels.

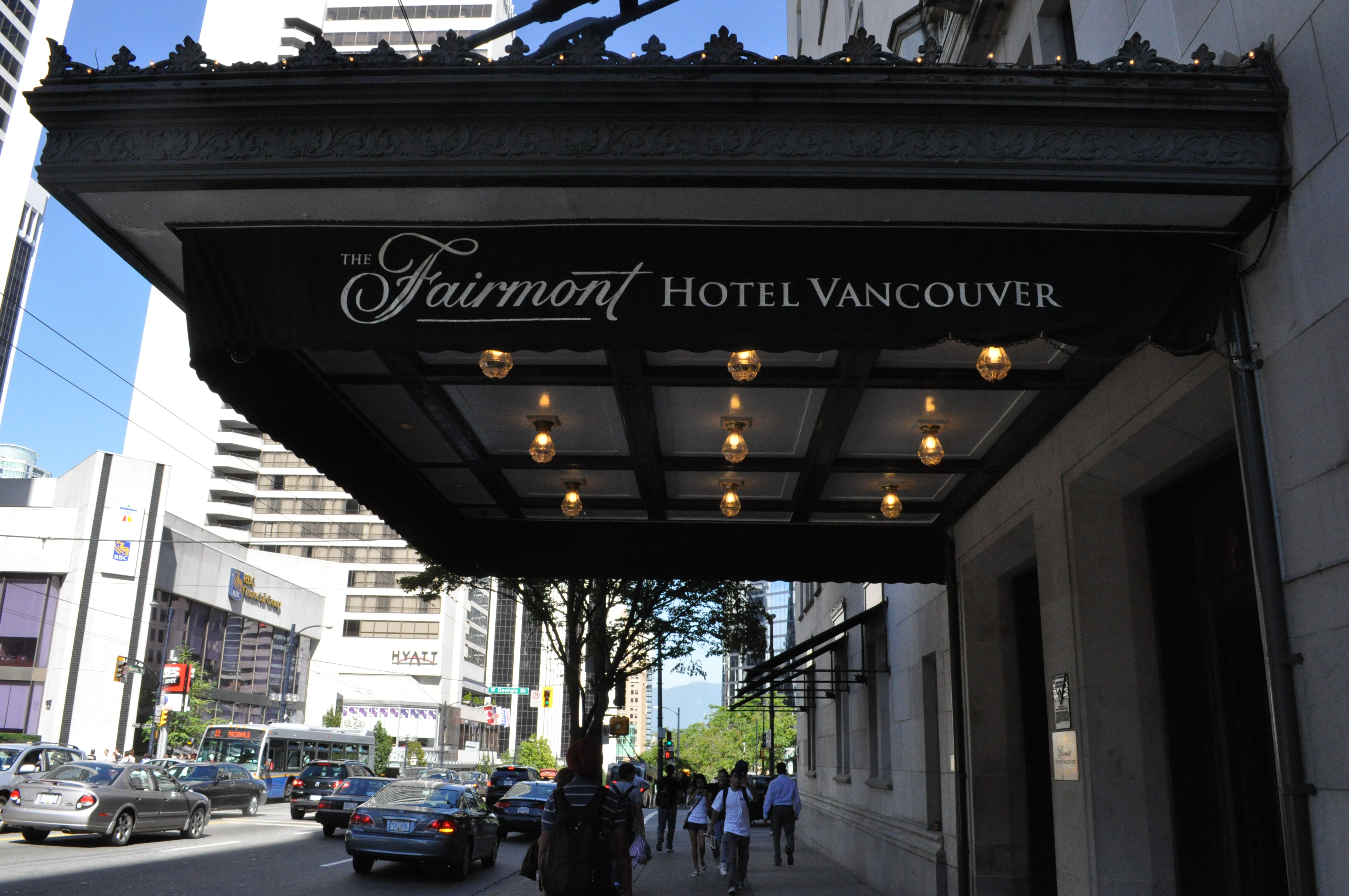
El hotel pasó a llamarse "Fairmont Hotel Vancouver" en 2001.

En 2001, Canadian Pacific Hotels se reorganizó como Fairmont Hotels and Resorts, adoptando el nombre de una empresa estadounidense que había comprado en 1999. El nombre se cambió a Fairmont Hotel Vancouver como parte de este esfuerzo de cambio de marca. En 2007, Fairmont Hotels and Resorts vendió 25 propiedades hoteleras, incluido el Hotel Vancouver, a Caisse de dépôt et location du Québec, aunque Fairmont continúa administrando el hotel. En 2015, la propiedad fue vendida a Larco Enterprise por 180 millones de dólares canadienses.
En preparación para el 80 aniversario del edificio, el hotel se sometió a una renovación de 12 millones de dólares canadienses en el vestíbulo, el restaurante y las habitaciones. Las renovaciones se llevaron a cabo de 2014 a 2018.